# Quercus vulcanica
Quercus vulcanica là một loài thực vật có hoa trong họ Cử. Loài này được Boiss. & Heldr. ex Kotschy miêu tả khoa học đầu tiên năm 1860.

## Hình ảnh